# خالد محمودی
خالد محمودی (انگلیسی: Khaled Mahmoudi؛ زادهٔ ۲۲ مارس ۱۹۹۳) یک ورزشکار است.